# 圣皮埃尔代克西德伊
圣皮埃尔-代克西德伊（法語：Saint-Pierre-d'Exideuil，法語發音：[sɛ̃ pjɛʁ dɛksidœj]）是法国新阿基坦大区维埃纳省的一个市镇，位于该省南部，属于蒙莫里永区。

## 地理
圣皮埃尔-代克西德伊（46°9'3"N, 0°16'12"E）面积19.32 平方千米，位于法国新阿基坦大区维埃纳省，该省份为法国中西部省份，北起曼恩-卢瓦尔省和安德尔-卢瓦尔省，西接德塞夫勒省，南至夏朗德省，东南接上维埃纳省，东临安德尔省。
与圣皮埃尔-代克西德伊接壤的市镇（或旧市镇、城区）包括：布朗宰、圣戈当、锡夫赖、萨维涅、利纳宰、瓦勒德孔波尔泰、尚帕涅勒塞克。
圣皮埃尔-代克西德伊的时区为UTC+01:00、UTC+02:00（夏令时）。

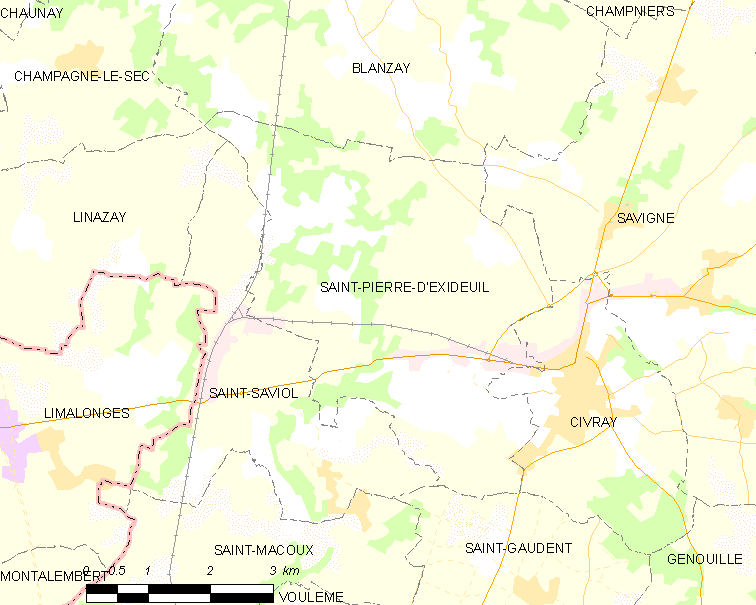
圣皮埃尔-代克西德伊的OSM定位图

## 行政
圣皮埃尔-代克西德伊的邮政编码为86400，INSEE市镇编码为86237。

## 政治
圣皮埃尔-代克西德伊所属的省级选区为锡夫赖县。

## 人口

1962-2008年间圣皮埃尔-代克西德伊人口变化图示

圣皮埃尔-代克西德伊于2022年1月1日时的人口数量为728人。